# Хіран'якашіпу
Хіран'якашіпу — один з асурів, що описаний в пуранічних текстах індуїзму.

## Ім'я
В Сканда-Пурані говориться, що Хіран'якашіпу ще називають Хираньяком. Ім'я «Хіран'якашіпу» перекладається як «золоте ліжко».

## Особливості Хіран'якашіпу
Хіран'якашіпу відомий тим, що прагнув через подвижництво випросити безсмертя. Але отримавши відмову, зажадав, щоб його не можна було вбити ні на землі, ні під землею, ні в небі, ні у воді. Попри це, його таки було вбито.

## Хіран'якша
Його молодший брат Хіран'якша був вбитий Варахою — третім канонічним аватаром Вішну, його втіленням в образі вепра.